# Santa Eulália (Seia)
Santa Eulália é uma povoação portuguesa do Município de Seia que foi sede da extinta Freguesia de Santa Eulália, freguesia que tinha 4,26 km² de área e 271 habitantes (2011), e, por isso, uma densidade populacional de 63,6 hab/km². 
A Freguesia de Santa Eulália foi extinta e agregada à Freguesia de Sameice, criando-se a União das freguesias de Sameice e Santa Eulália.
Faziam parte da Freguesia de Santa Eulália as aldeias de Santa Eulália e Maceirinha.

## População
| Totais e grupos etários | Totais e grupos etários | Totais e grupos etários | Totais e grupos etários | Totais e grupos etários | Totais e grupos etários | Totais e grupos etários | Totais e grupos etários | Totais e grupos etários | Totais e grupos etários | Totais e grupos etários | Totais e grupos etários | Totais e grupos etários | Totais e grupos etários | Totais e grupos etários | Totais e grupos etários |
| ----------------------- | ----------------------- | ----------------------- | ----------------------- | ----------------------- | ----------------------- | ----------------------- | ----------------------- | ----------------------- | ----------------------- | ----------------------- | ----------------------- | ----------------------- | ----------------------- | ----------------------- | ----------------------- |
|                         | 1864                    | 1878                    | 1890                    | 1900                    | 1911                    | 1920                    | 1930                    | 1940                    | 1950                    | 1960                    | 1970                    | 1981                    | 1991                    | 2001                    | 2011                    |
| Total                   | 579                     | 624                     | 588                     | 557                     | 510                     | 515                     | 482                     | 515                     | 471                     | 435                     | 401                     | 391                     | 346                     | 322                     | 271                     |

| 0-14 anos | 15-24 anos | 25-64 anos | 65 e + anos |
| 43 \| 38  | 48 \| 26   | 151 \| 149 | 80 \| 58    |
| -12%      | -46%       | -1%        | -28%        |

## Feiras, festas e romarias
- Festa Santíssimo Sacramento (primeiro fim-de-semana de Setembro)
- Festa Nossa Senhora de Fátima (último Domingo de Maio)

## Pontos de interesse
- Capela Nossa Senhora de Fátima
- Solar dos Morgados
- Igreja matriz
- Fonte Velha